# Lucy Jaramillo
Pour les articles homonymes, voir Jaramillo.
Lucy María del Carmen Jaramillo Ogonaga (née le 23 février 1983) est une athlète équatorienne, spécialiste du 400 mètres haies. 

## Biographie

### Palmarès
| Date | Compétition                        | Lieu           | Résultat | Épreuve     | Performance   |
| ---- | ---------------------------------- | -------------- | -------- | ----------- | ------------- |
| 2001 | Championnats panaméricains juniors | Santa Fe       | 3e       | 400 m haies | 59 s 82       |
| 2005 | Championnats d'Amérique du Sud     | Cali           | 3e       | 400 m haies | 59 s 78       |
| 2006 | Championnats d'Amérique du Sud     | Tunja          | 3e       | 400 m haies | 58 s 93       |
| 2006 | Championnats d'Amérique du Sud     | Tunja          | 3e       | 4 × 100 m   | 47 s 47       |
| 2006 | Championnats d'Amérique du Sud     | Tunja          | 3e       | 4 × 400 m   | 3 min 47 s 58 |
| 2007 | Championnats d'Amérique du Sud     | São Paulo      | 3e       | 400 m       | 53 s 44       |
| 2007 | Championnats d'Amérique du Sud     | São Paulo      | 3e       | 400 m haies | 58 s 81       |
| 2007 | Jeux panaméricains                 | Rio de Janeiro | 8e       | 4 × 400 m   | 3 min 43 s 88 |
| 2008 | Championnats ibéro-américains      | Iquique        | 3e       | 400 m haies | 57 s 9        |
| 2009 | Championnats d'Amérique du Sud     | Lima           | 5e       | 400 m       | 55 s 74       |
| 2009 | Championnats d'Amérique du Sud     | Lima           | 2e       | 400 m haies | 58 s 45       |
| 2009 | Championnats d'Amérique du Sud     | Lima           | 3e       | 4 × 400 m   | 3 min 45 s 99 |
| 2011 | Championnats d'Amérique du Sud     | Buenos Aires   | 5e       | 400 m haies | 1 min 00 s 97 |
| 2011 | Jeux panaméricains                 | Guadalajara    | 2e       | 400 m haies | 56 s 95       |
| 2011 | Jeux panaméricains                 | Guadalajara    | 6e       | 4 × 400 m   | 3 min 45 s 59 |
| 2012 | Championnats ibéro-américains      | Barquisimeto   | 5e       | 400 m haies | 57 s 81       |
| 2012 | Championnats ibéro-américains      | Barquisimeto   | 6e       | 4 × 400 m   | 3 min 50 s 37 |

### Records
| Épreuve          | Performance | Lieu   | Date         |
| ---------------- | ----------- | ------ | ------------ |
| 400 mètres       | 53 s 15     | Cuenca | 31 mai 2012  |
| 400 mètres haies | 56 s 50     | Cali   | 24 juin 2012 |